# Siegmund Lympasik
Siegmund Lympasik (* 14. Januar 1920 in Berlin; † 2. Januar 1996 ebenda) war ein deutscher Maler und Grafiker.

## Leben
Ab 1938 war Lympasik Schüler an der Hochschule für Bildende Künste in Berlin-Charlottenburg.
Er nahm als Soldat der Wehrmacht u. a. in Frankreich am Zweiten Weltkrieg teil. 1947 kehrte er aus der Kriegsgefangenschaft zurück. Wieder in Berlin, studierte er an der Berliner Akademie. 1951 erhielt Lympasik den Berliner Kunstpreis.
Der Maler und Bildhauer Paul Strecker war in seiner Berliner Zeit ein großer Förderer Lympasiks, den er vermutlich in Paris kennenlernte. Strecker verstarb noch während der Ausbildungsjahre des jungen Lympasik. Wie auch sein späterer Freund Siegfried Kühl studierte Sigmund Lympasik Kunstpädagogik. Lympasik bewohnte das großzügige Atelier eines ehemaligen Hofmalers in der Sybelstraße in Berlin. Lympasik trat eine Stellung an einer Schule an, erhielt aber später eine Berufung für die Lehrerweiterbildung in Kunsterziehung.
Siegmund Lympasik war Mitglied im Deutschen Künstlerbund.

## Arbeitsweise
Lympasik war ein sorgsamer Künstler, dessen Arbeitsprozesse stets zeitintensiv waren. Selten wurde ein Werk in einem Arbeitsprozess fertiggestellt. Es erfolgten Unterbrechungen, in denen Lympasik zwischen den einzelnen Arbeiten hin und her wechselte. Die Kollagen, die nicht selten nur Teile einzelner Werke bildeten, klebte Lympasik in sorgsamer Arbeit anfänglich selbst. Später wurden diese Klebearbeiten unter Lympasiks Anleitung von einem professionellen Buchbinder erledigt. Die Rahmen für seine zumeist großformatigen Werke, fertigte der Künstler selbst.
Die Felsformationen Tafoni am Capo Testa auf Sardinien faszinierten Lympasik in besonderem Maße. Die Werke zum Thema entstanden nach Fotos, die Lympasik in Sardinien fertigte und die heute verschollen sind.
Infolge des 1951 erhaltenen Kunstpreises der Stadt Berlin stieg der Marktwert der Arbeiten des Künstlers. Trotz seiner Popularität empfand es Lympasik als Bereicherung, Studenten in seinem Atelier aufzunehmen und diese dort auch wohnen zu lassen.

## Ausstellungen (Auswahl)
- 1945/1946: Berlin, vom Kulturbund zur Demokratischen Erneuerung Deutschlands veranstalteten Ausstellung Bildender Künstler[3]
- Kunstverein Hannover 120. Frühjahrsausstellung „Die neue Generation“
- Deutscher Künstlerbund, 6. Ausstellung Düsseldorf
- Deutscher Künstlerbund 20. Ausstellung Prisma ’72 Bonn
- Deutscher Künstlerbund 22. Jahresausstellung 1974 in Mainz Prisma74
- Deutscher Künstlerbund 21. Ausstellung 1973 Berlin Mitglieder-Ausstellung
- Deutscher Künstlerbund Sonderausstellung Handzeichnungen Ausstellung an der Gruga, Essen
- Deutscher Künstlerbund e. V. 36. Jahresausstellung in Stuttgart
- Deutscher Künstlerbund 9. Ausstellung Wiesbaden 1959 Städtisches Museum Wiesbaden Gemäldegalerie
- Deutscher Künstlerbund 31. Jahresausstellung 1983 in Berlin
- Deutscher Künstlerbund 14. Ausstellung Essen 1966 Ausstellungsgelände an der Gruga, Essen
- Deutscher Künstlerbund 16. Ausstellung Nürnberg 1968, Kunsthalle Nürnberg, Sonderschau auf/aus Papier
- Deutscher Künstlerbund 10. Ausstellung München 1960 „Haus der Kunst“ München Prinzregentenstraße 1
- Deutscher Künstlerbund 13. Ausstellung Berlin 1964 Hochschule für bildende Künste, Berlin 12, Hardenbergstraße 33
- Deutscher Künstlerbund 18. Ausstellung Bonn 1970
- Deutscher Künstlerbund 23. Jahresausstellung 1975 in Dortmund – Montage als Prinzip
- Deutscher Künstlerbund 23. Jahresausstellung 1975 in Dortmund – Kunstsituation 1963–65
- Deutscher Künstlerbund 17. Ausstellung Hannover 1969
- Galerie Otto Nagel Berlin, 1982
- Deutscher Künstlerbund 7. Ausstellung Berlin Hochschule für Bildenden Künste
- Deutscher Künstlerbund 12. Ausstellung Stuttgart 1963 Kunstgebäude am Schlossplatz Stuttgart
- Deutscher Künstlerbund 8. Ausstellung Essen Ausstellungsgelände an der Gruga
- Internationales Kultur- und Austauschzentrum e. V., Sektion Bildende Kunst, Frankfurt am Main 1961
- Galerie Schueler Berlin, 1954, Kurfürstendamm 51